# Shuvosaurinae
Los shuvosaurinos (Shuvosaurinae) son una subfamilia de saurópsidos arcosaurios poposáuridos  que vivieron a finales del período Triásico, desde el Carniense al Noriense, hace aproximadamente entre 228 a 203 millones de años, encontrados en Norteamérica y Sudamérica.
Shuvosaurinae fue nombrada por Chatterjee (1993), y anclado en el género Shuvosaurus. En un estudio de 2007 Chatterjeea fue demostrado como Sinónimo más moderno de Shuvosaurus, y el análisis cladístico encontró que Shuvosaurus, Effigia y Sillosuchus formaban un grupo cercanamente relacionado. Sin embargo, este grupo no tenía nombre, y simplemente se refirió a él como Grupo Y. Posteriormente, en concordancia con las reglas del ICZN fue llamado Shuvosauridae que tenía prioridad sobre  Chatterjeeidae; Shuvosauridae fue nombrado en 1993, mientras que Chatterjeeidae lo fue en 1995.